# No Woman, No Cry
"No Woman, No Cry" là một bài hát nhạc reggae của ban nhạc Bob Marley and the Wailers. Bài hát lần đầu tiên được biết đến vào năm 1974 trong album phòng thu Natty Dread. Phiên bản studio này đã sử dụng một máy đánh trống. Phiên bản trực tiếp từ album Live! năm 1975 được phát hành dưới dạng đĩa đơn và là phiên bản nổi tiếng nhất; nó đã được đưa vào album tổng hợp những bản hit hay nhất Legend của ban nhạc và được ghi lại tại Nhà hát Lyceum ở London vào ngày 17 tháng 7 năm 1975 như một phần của Natty Dread Tour của anh.
Phiên bản trực tiếp của bài hát được xếp thứ 37 trong danh sách 500 bài hát hay nhất mọi thời đại của Rolling Stone.

## Ghi công sáng tác
Mặc dù Bob Marley có thể đã viết bài hát này, hoặc ít nhất là giai điệu, ghi công cho việc sáng tác đã được dành cho Vincent Ford, một người bạn của Marley, người điều hành một quán súp ở Trenchtown, khu ổ chuột của Kingston, Jamaica nơi Marley lớn lên. Các khoản thanh toán tiền bản quyền mà Ford nhận được đảm bảo nỗ lực bán quán của Vincent Ford sẽ tiếp tục.

## Thu âm năm 1974
Trong Natty Dread, Jean Roussel thực hiện hòa âm và chơi nhạc phần organ Hammond cho bản ghi âm này.

## Bảng xếp hạng và chứng chỉ

### Vị trí cao nhất
| Bảng xếp hạng (1975)              | Vị trí cao nhất |
| --------------------------------- | --------------- |
| Bảng xếp hạng đĩa đơn của Anh     | 22              |
| Hà Lan Top 40                     | 23              |
| Bảng xếp hạng đĩa đơn New Zealand | 30              |

| Bảng xếp hạng (1981)          | Vị trí cao nhất |
| ----------------------------- | --------------- |
| Bảng xếp hạng đĩa đơn của Anh | số 8            |

### Chứng chỉ
| Quốc gia       | Chứng nhận |
| -------------- | ---------- |
| Ý (FIMI)       | Gold       |
| Anh Quốc (BPI) | Gold       |